# Robert de Traz
Robert de Traz, né à Paris le 14 mai 1884 et mort à Nice le 10 janvier 1951, est un romancier et essayiste suisse,. 

## Biographie
Il est le fils d'Édouard de Traz (1831-1918), ingénieur genevois d'origine, et d'une mère française nommée Madeleine Gaume (1851-1919), son frère aîné est Georges de Traz (1881-1980). 
Après de brillantes études commerciales, il se tourne vers la littérature et très jeune contribue à la revue Les essais qui regroupe de personnages comme Daniel Halévy, Charles-Ferdinand Ramuz, etc. Avant la guerre, il publie L'Homme dans le rang, esquisses de la vie de l'armée qui exalte les vertus militaires. Il change radicalement après, marqué par l'horreur des combats et il fonde La revue de Genève dans un esprit de réconciliation européenne. Notons qu'il publie aussi la première traduction d'une conférence de Sigmund Freud en 1920, qu'il a rencontré en 1923 à Vienne. C'est le premier texte publié et traduit en français par Yves Le Lay avec une préface d'Edouard Claparède. Il se dit « freudien convaincu ». Robert de Traz est élu membre étranger littéraire de l'Académie royale de langue et de littérature françaises de Belgique en 1938.
Robert de Traz est enterré au cimetière de Pregny.

### Vie privée
Robert de Traz épouse Valentine Pictet (1889-1987) en 1907, avec qui il a trois enfants, Clément (1914-1987), David (1916-1977) et Cécile (1921-2019).

## Publications
- Au temps de la jeunesse, roman, 1908
- Vivre, roman, 1910
- Les Désirs du cœur, roman, 1912
- L'Homme dans le rang, esquisses de la vie de l'armée, 1913
- La Puritaine et l'amour, roman, 1917, Prix Rambert 1920[5].
- Gustave Ador, 1919
- Fiançailles, roman, 1922
- Dépaysements, 1923
- Complices, 1924
- Le Dépaysement oriental, 1926
- Essais et analyses. Figures d'officiers : Vauvenargues, Stendhal ; Benjamin Constant ; Henri-Frédéric Amiel ; Dominique ou l'Honneur bourgeois ; Nietzsche et les hauteurs ; Note sur Barrès, 1926
- L'Écorché, roman, 1927
- Alfred de Vigny, 1928
- L'Esprit de Genève, 1929, Editeur : L'Age d'Homme, Poche suisse, 1995,  (ISBN 282510678X)
- À la poursuite du vent, roman, 1932
- Les Heures de silence, témoignage, 1934
- Le Pouvoir des fables, roman, 1935
- De l'alliance des rois à la ligue des peuples, Sainte-Alliance et SDN, 1936
- La Famille Brontë, 1939
- L'Ombre et le Soleil, roman, 1943
- La Blessure secrète, roman, 1944
- Pierre Loti, 1948[6]
- Témoin, recueil d'articles, 1951
- Le Souvenir de Robert de Traz, 1884-1951, pages inédites, 1952

## Hommages
- Une rue porte son nom dans le quartier de Champel, la "Rue Robert-De-TRAZ"[7].

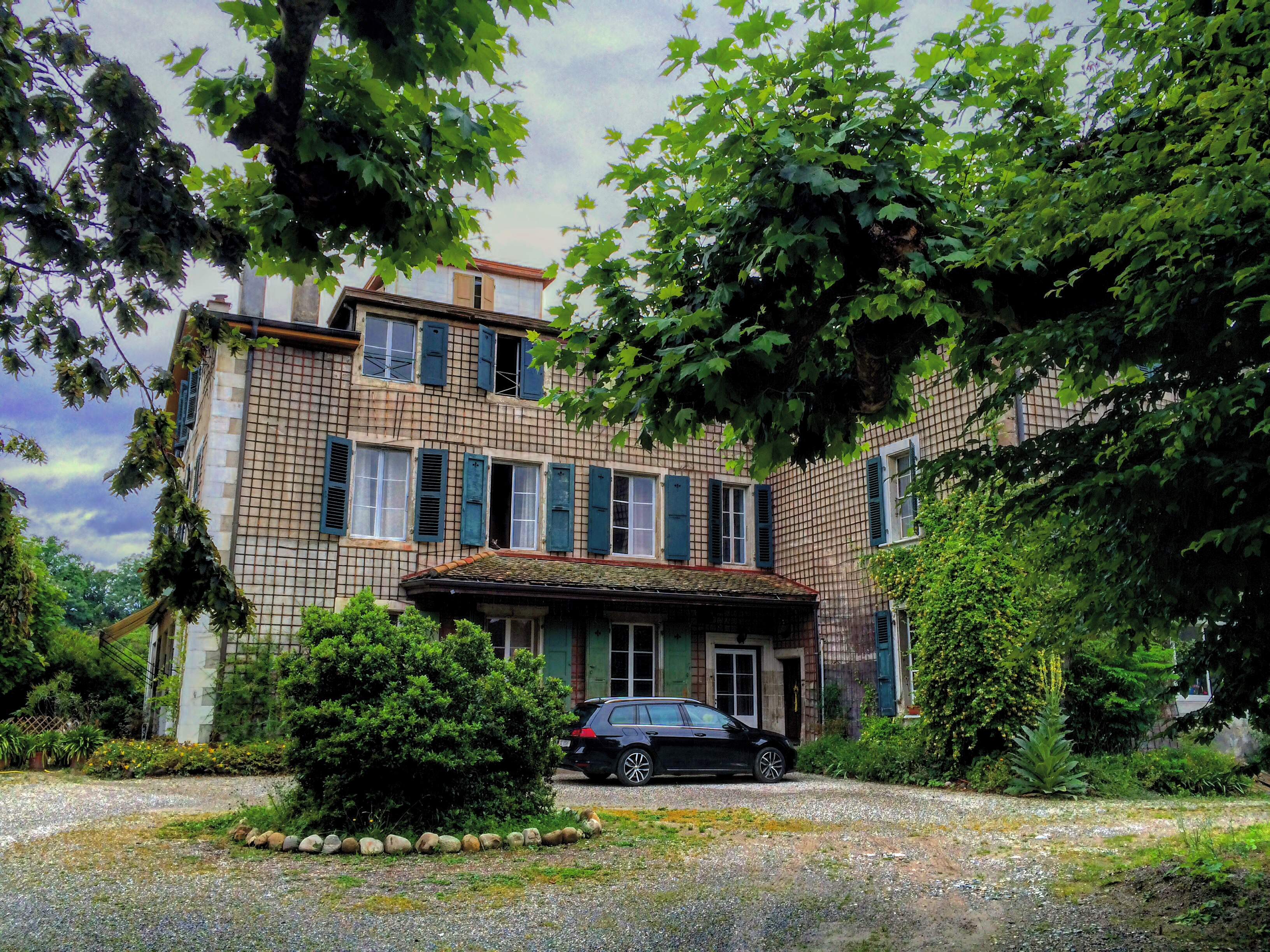
La maison de maître « Île Calvin », à Pregny, où vécut Robert de Traz.
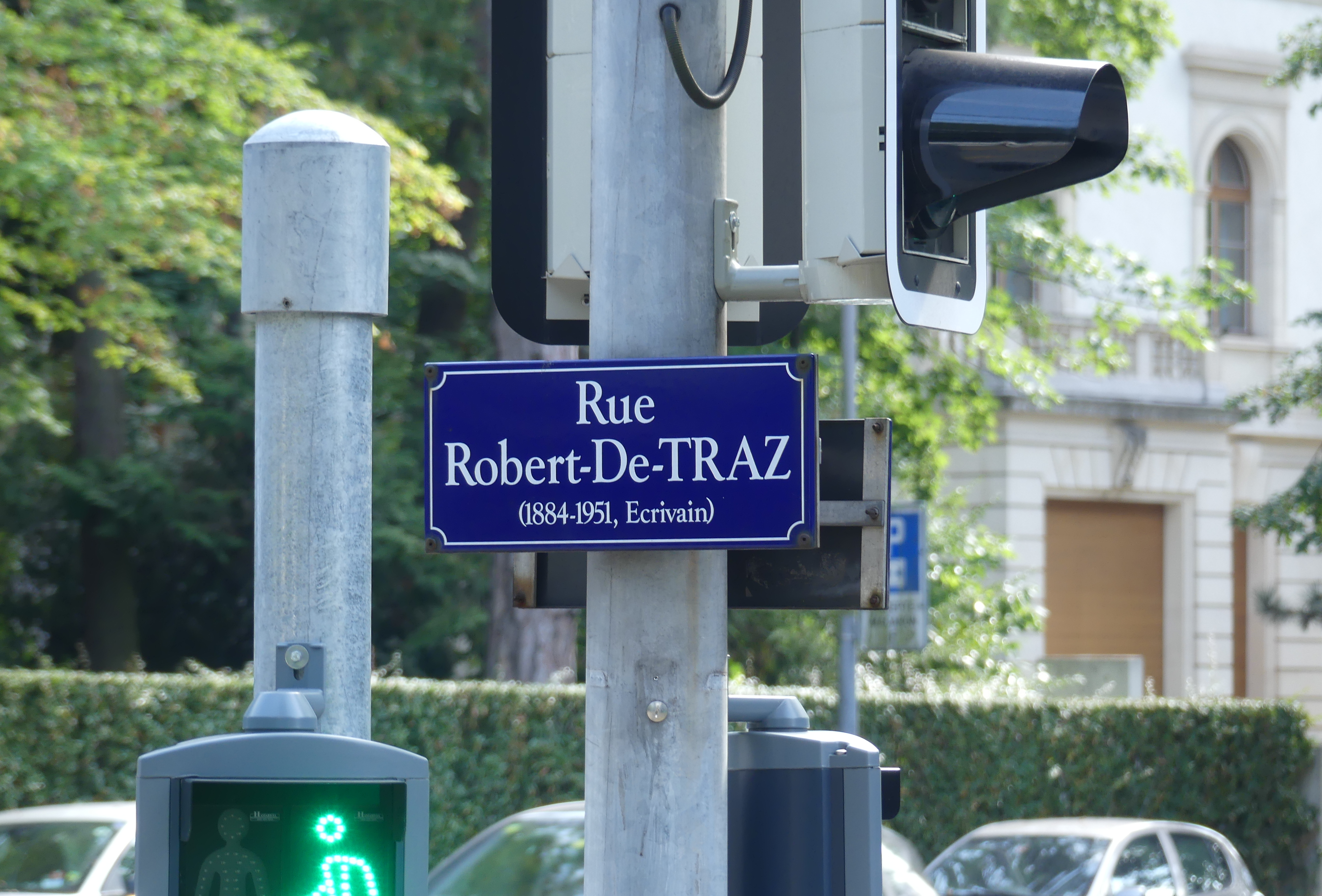
Rue Robert-de-TRAZ à Champel.